# 신현원창동
신현원창동(新峴元倉洞)은 대한민국 인천광역시 서구에 위치한 행정동이다. 가정로, 율도로, 원창로 및 지구계 도로에 상권이 형성되어 있으며, 아파트, 빌라, 일반주택으로 조성된 지역이다. 플러스죤 및 신현쇼핑, 롯데레몬 등 대형상가가 위치하고, 서북부 지역에 자연녹지 및 미나리 재배단지를 포함한 농경지가 형성되어 있다. 원창동 지역은 인천정유 등이 자리잡은 공업지역이다. 관내 44개통 중 1개통은 섬(세어도)이다.

## 개요
신현동은 “새고개”라는 데서 유래된 이름으로 구한말 부평군 모월곶면 신현리였으나, 1914년 부평군 석곶면과 통합되어 부천군 서곶면이 되었다. 1940년 인천부에 편입되어 ‘현무정’이라 불리다가 1946년 말 다시 신현동이 되었으며 “새고개”, “구석말”, “양금말”, “요골”, “가운데말”과 같은 자연부락이 있다.
원창동은 삼남의 세곡을 서울로 수송하기 위하여 모아두는 ‘전조창이 있던 곳’이란 뜻에서 원창동이란 이름이 생겼다. 원래 부평군 모월곶면 포리였다. 1914년에 부평군 석곶면과 통합되어 부천군 서곶면이 되었다. 1940년에 인천부에 편입되어 ‘구수정’이 되었다. 1946년에 “갯말”, “한적골”, “창고말”과 같이 자연부락이 있었다.

## 연혁
- 1998년 11월 1일 인천광역시 서구 신현원창동으로 통합
- 1995년 3월 1일 인천광역시 서구 신현동으로 개칭
- 1990년 1월 1일 인천직할시 서구 신현동으로 분동
- 1988년 1월 1일 인천직할시 서구 가신동

## 법정동
- 신현동(新峴洞)
- 원창동(元倉洞)

## 교육
- 인천신현초등학교
- 인천신현북초등학교
- 인천가현초등학교
- 인천가현중학교
- 신현중학교
- 신현여자중학교
- 신현고등학교

## 주거

### 아파트
신현동
- 대성건설 루원시티 대성베르힐 : 2017년 11월 입주.

## 관할 섬
- 세어도